# Рас-Танура – Джуайма
Рас-Танура – Джуайма – складова інфраструктури нафтопереробного заводу Рас-Танура, що працює східному узбережжі Саудівської Аравії.
Ще на початку 1960-х з Рас-Танури почався експорт зрідженого нафтового газу (ЗНГ, пропан-бутанова фракція), який продукували місцевий нафтопереробний завод та газопереробний завод Абкайк. А з першої половини 1970-х у складі комплексу НПЗ почала роботу установка фракціонування Рас-Танура, яка продукує із ЗНГ пропан та бутан. На початку 1980-х з’явилась можливість відвантажувати цю продукцію через споруджений неподалік комплекс фракціонування Джуайма, який має потужний резервуарний парк та танкерний термінал. Для цього два майданчики сполучили трубопроводами:
- спорудженим в 1980-му бутанопроводом RTJBD-1 довжиною 17 км з діаметром 300 мм;
- пропанопроводом RTJPRP-1 (Ras Tanura Juaimah Propane-1) довжиною 20 км та діаметром 400 мм.